# Zephyr (Basement Jaxx)
Zephyr è il sesto album discografico in studio del gruppo musicale di musica elettronica inglese Basement Jaxx, pubblicato nel dicembre 2009.

## Tracce
1. Intro – 0:19
2. Peace of Mind – 7:12
3. Alkazaar – 3:41
4. Hip Hip Hooray – 2:53
5. Walking in the Clouds – 3:39
6. Where R We Now – 5:14
7. Dark Vale – 1:32
8. Check the Fuse – 0:54
9. Sunrising – 2:01
10. Ascension – 5:51

## Formazione
- Felix Buxton - voce, produzione
- Simon Ratcliffe - strumenti vari, produzione